# Sangre y arena (novela)
Sangre y arena es una novela de Vicente Blasco Ibáñez publicada en 1908 e inspirada parcialmente en la vida del torero sevillano Manuel García Cuesta El Espartero, muerto por una cogida en la plaza de toros de Madrid en 1894.

## Argumento
A Juan Gallardo, torero de España, la vida parece haberle sonreído. Aquel chico pobre de Sevilla que se escapaba para torear en las ferias, se había abierto camino como valiente novillero. Después triunfó como matador, despertando el entusiasmo del público. Ahora lo tiene todo: fama, dinero, tierras, mujeres a sus pies y una esposa enamorada y comprensiva. Pero conoce a doña Sol que se convierte en su amante y todo cambia.
Cuando su esposa se da cuenta de que le ha sido infiel con doña Sol, decide dejarlo. Juan Gallardo no se preocupa ya por el triunfo en la plaza de toros y decide retirarse. Su esposa le dice que ella nunca lo ha dejado de amar y el contesta que toreará por última vez antes de retirarse. Es cogido gravemente al entrar a matar y desea vivir para aprender a leer y escribir, pero es tarde, muere y su esposa no se arrepiente de nada, pues considera que ambos han sido víctimas del destino.

## Películas
Basándose en este relato se han realizado varias películas:
- Sangre y arena (1916), rodada por el mismo Blasco Ibáñez con la ayuda de Max André. El Instituto Valenciano de Cinematografía, también conocido como Filmoteca Valenciana, restauró esta primera versión en 1998.
- Blood and Sand, película muda de 1922, dirigida por Fred Niblo y protagonizada por Rodolfo Valentino.
- Blood and Sand, película estadounidense de 1941 dirigida por Rouben Mamoulian y protagonizada por Tyrone Power y Rita Hayworth.
- Sangre y Arena, película española de 1989 dirigida por Javier Elorrieta, con la actuación de Sharon Stone, Ana Torrent, Antonio Flores y José Luis de Vilallonga.

## Personajes
- Juan Gallardo
- Doña Angustias
- Doña Carmen
- Doña Sol
- El Nacional
- El Potaje
- El Plumitas